# Avril 1981

## Événements
- Guerre du Liban : Reprise des combats entre l’armée syrienne et les FL de Bashir Gemayel. Zahlé est assiégée tandis que les affrontements reprennent à Beyrouth. Fin avril, les Syriens s’emparent des hauteurs surplombant la Bekaa et le réduit chrétien. Israël décide d’intervenir pour aider les chrétiens.[réf. nécessaire]

- 10 avril : Le président Habib Bourguiba opte pour le multipartisme en Tunisie[1].

- 12 avril (Formule 1) : Grand Prix automobile d'Argentine.
- 20 avril (Rallye automobile) : arrivée du Rallye Safari.
- 24 avril :
  - [pas clair]Levée de l’embargo US sur les céréales à destination de l’URSS.
  - Réforme constitutionnelle instaurant un multipartisme sans restrictions au Sénégal[2].
- 28 avril : deux appareils syriens sont abattus par l’aviation israélienne, en violation de la ligne rouge. En réponse, la Syrie installe des batteries de missiles anti-aériens dans la Bekaa.

## Naissances
- 1er octobre : Florin Zalomir, escrimeur roumain († 3 octobre 2022).
- 2 avril : Bethany Joy Lenz-Galeotti, actrice américaine.
- 4 avril  : Curren$y, rappeur américain.
- 8 avril :
  - Taylor Kitsch, acteur et mannequin canadien.
  - Frédérick Bousquet, nageur français
- 10 avril :
  - Lætitia Bléger, Miss France 2004, hôtesse de l'air et viticultrice française.
  - Mary Munive, femme politique, vice-présidente du Costa Rica.
  - Michael Pitt, acteur et musicien américain.
- 19 avril : 
  - Hayden Christensen, acteur canadien.
  - Michaël Espinho, animateur de radio et de télévision belge.
- 20 avril :
  - Mike Blair, rugbyman écossais.
  - Sefyu, rappeur français.
- 22 avril : Virginie de Clausade, animatrice de télévision franco-belge.
- 23 avril : Gemma Whelan, actrice anglaise.
- 24 avril : Jasmine Trinca, actrice italienne.
- 25 avril : Felipe Massa, pilote de Formule 1.
- 26 avril : Matthieu Delpierre, footballeur français
- 28 avril : 
  - Jessica Alba, actrice américaine.
  - Kevin Kiley, catcheur de la WWE.
- 30 avril :
  - Aleksandr Alekseyev, boxeur russe.
  - Tarik Bouguetaïb, athlète marocain.
  - Diego Occhiuzzi, escrimeur italien.
  - Chrystelle Naami Yang, taekwondoïste camerounaise.
  - Kristin Størmer Steira, fondeuse norvégienne.
  - Astou Traoré, basketteuse sénégalaise.

## Décès
- 12 avril : Joe Louis, boxeur américain (° 1914).
- 15 avril : Valentine Prax, peintre française (° 1897).
- 16 avril : Alakbar Taghiyev compositeur azerbaïdjanais (° 28 avril 1924).
- 26 avril : Jim Davis, acteur américain  (° 26 août 1909).